# Jonas Bohlin

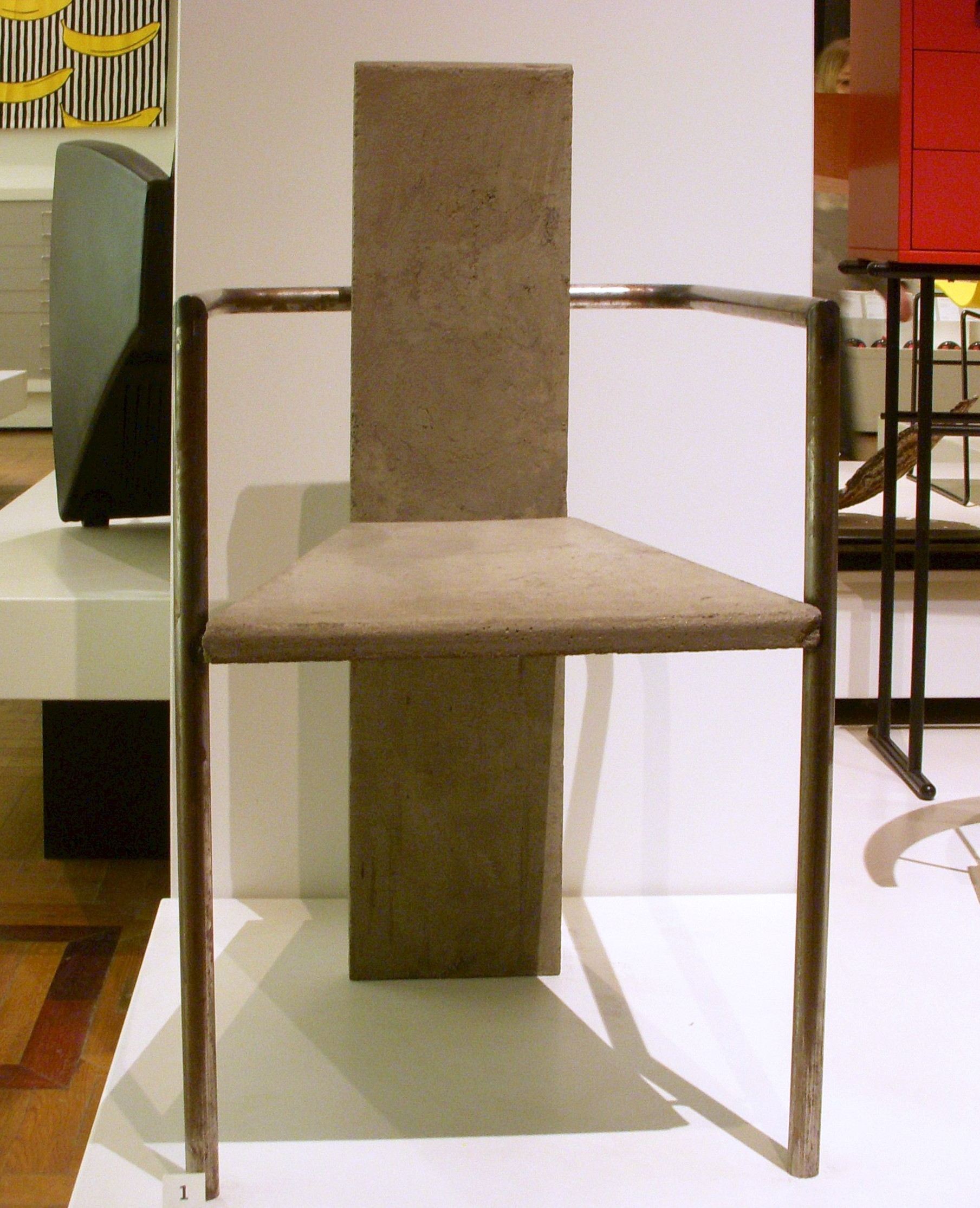
Bohlins betongstol, Nationalmuseum, Stockholm.

Rolf Jonas Bohlin, född 10 februari 1953 i Stockholm, är en svensk inredningsarkitekt och formgivare. 
Jonas Bohlin utbildade sig på Konstfack i Stockholm. Han uppmärksammades för sitt examensarbete 1981, karmstolen Concrete i stål och betong. Denna kom att bli ett diskussionsunderlag i frågan om vad konst var och inte var i början av 80-talet. Den ifrågasatte den samtida möbelkulturen och presenterades inte som en möbel utan som en skulptur "i en rumslig installation". Sedan dess har stolen använts som exempel i diskussionen om gränsdragningen mellan konst, konsthantverk och bruksvara.
Jonas Bohlin fick 2010 uppdraget att formge hållplatsskydden för den planerade innerstadsspårvagnslinjen mellan nordvästra Kungsholmen och Ropsten i Stockholm. Hållplatsskydden uppförs i glas med sedum på taken. Bohlin är representerad vid bland annat Nationalmuseum. 
Jonas Bohlin var professor på Konstfack i Stockholm 2004–2009. Han tilldelades Prins Eugen-medaljen 2014.